# بوريس بابيك
بوريس بابيك هو لاعب كرة قدم سويسري في مركز الهجوم، ولد في 12 نوفمبر 1997 في Walenstadt ‏ في سويسرا. لعب مع نادي سانت غالن.

## وصلات خارجية
- بوريس بابيك على موقع الاتحاد الأوربي (الإنجليزية)
- بوريس بابيك على موقع قاعدة بيانات كرة القدم.إي يو (الإنجليزية)
- بوريس بابيك على موقع Soccerway.com (الإنجليزية)
- بوريس بابيك على موقع عالم كرة القدم.نت (الإنجليزية)